# Україна на зимових Паралімпійських іграх 2014
Україна на зимових Паралімпійських іграх 2014 у Сочі, Росія, була представлена 23 спортсменами у 3 видах спорту: біатлоні, лижних перегонах та гірськолижному спорті. Це були п'яті зимові ігри, у яких брала участь українська національна паралімпійська збірна із зимових видів спорту.   
Всього на зимових Паралімпійських іграх 2014 було присутньо 31 член команди, серед яких також було 8 спортсменів-лідерів (гідів). 
У неофіційному медальному заліку українська збірна зайняла четверте місце, здобувши 5 золотих, 9 срібних і 11 бронзових медалей (всього — 25), поступившись лише збірній Росії, Німеччини та Канади.
За загальною кількістю медалей у медальному заліку Україна посіла 2 місце, поступившись лише господарям - збірній Росії (всього 80 медалей).

## Склад національної команди
В українській команді було 15 спортсменів із ураженнями опорно-рухового апарату, 8 — із вадами зору. Середній вік — 24 роки. Найстаршому учаснику було 37 років (Михайло Ткаченко), наймолодшій учасниці — 16 років (Катерина Павленко). 
Національну команду характеризує висока репрезентативність регіонів України — до їх складу входили представники 9 областей (Київська, Волинська, Вінницька, Миколаївська, Полтавська, Сумська, Харківська, Черкаська, Чернігівська) та міста Київ.
1. Батенкова-Бауман Юлія Вікторівна (Волинська область)
2. Буй Ірина Василівна (Вінницька область)
3. Вовчинський Григорій Васильович (Черкаська область)
4. Ковалевський Анатолій Олександрович (м. Київ)
5. Корнійко Олександр Юрійович (Київська область)
6. Кононова Олександра Миколаївна (Київська область)
7. Кузьмін Дмитро Валерійович (Полтавська область)
8. Лук'яненко Віталій Володимирович (Харківська область)
9. Ляшенко Людмила Олександрівна (Харківська область)
10. Майстренко Владислав Сергійович (Київська область)
11. Ошаров Іван Станіславович (м. Київ)
12. Павленко Катерина Юріївна (Сумська область)
13. Павленко Людмила Володимирівна (Харківська область)
14. Прилуцька Ольга Валеріївна (м. Київ)
15. Рептюх Ігор Миколайович (Чернігівська область)
16. Решетинський Ярослав Юрійович (м. Київ)
17. Ситник Віталій Юрійович (Харківська область)
18. Ткаченко Михайло Васильович (Харківська область)
19. Уткін Юрій Володимирович (Харківська область)
20. Шишкова Оксана Валеріївна (Харківська область)
21. Шульга Дмитро Олегович (Харківська область)
22. Юрковська Олена Юріївна (Київська область)
23. Яровий Максим Володимирович (Миколаївська область)

Логотип зимових Паралімпійських ігр 2014 в Сочі, Росія

### Спортсмени-лідери
1. Бабар Борис Борисович (Чернігівська область) -  (Лук'яненко Віталій Володимирович)
2. Нестеренко Лада Станіславівна (м. Київ) - (Шишкова Оксана Валеріївна)
3. Мукшин Олександр Васильович (Сумська область) - (Ковалевський Анатолій Олександрович)
4. Казаков Віталій Валерійович (Харківська область) - (Уткін Юрій Володимирович)
5. Могильний Володимир Сергійович - (Прилуцька Ольга Валеріївна)
6. Хуртик Дмитро Вікторович - (Решетинський Ярослав Юрійович)
7. Гергардт Артур - (Шульга Дмитро Олегович)
8. Дорош Сергій Петрович - (Кузьмін Дмитро Валерійович)

## Медалі
| Золото |                       |                                                     |            |
| №      | Спортсмени            | Вид спорту (дисципліна)                             | Дата       |
| 1      | Віталій Лук'яненко    | Біатлон (чоловіки, 7,5 км, з вадами зору)           | 8 березня  |
| 2      | Людмила Павленко      | Лижні перегони (жінки, 12 км, сидячи)               | 9 березня  |
| 3      | Віталій Лук'яненко    | Біатлон (чоловіки, 12,5 км, з вадами зору)          | 11 березня |
| 4      | Олександра Кононова   | Біатлон (жінки, 12,5 км, стоячи)                    | 11 березня |
| 5      | Григорій Вовчинський  | Біатлон (чоловіки, 15 км, стоячи)                   | 14 березня |

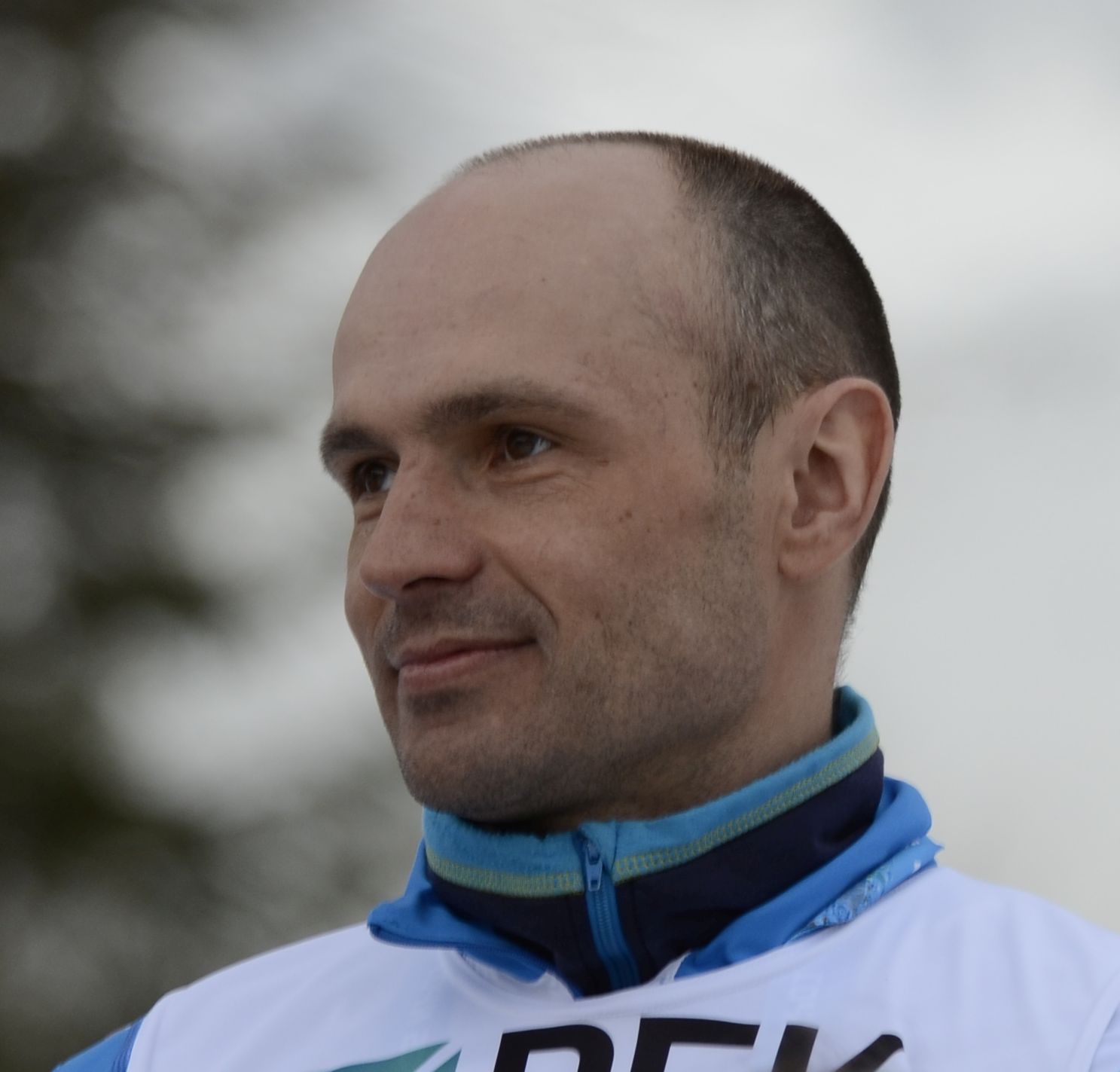
Віталій Лук'яненко приніс Україні першу золоту медаль в перший день змагань на зимових Паралімпійських іграх 2014

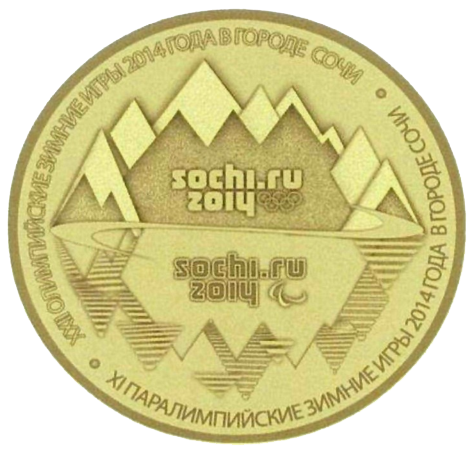
Золота медаль XI зимових Паралімпийских ігр в Сочі

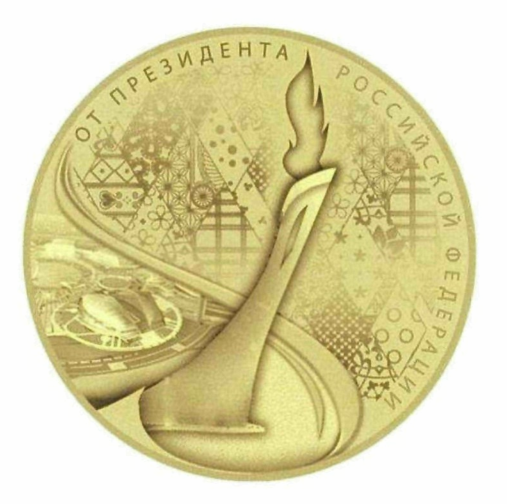
Золота медаль XI зимових Паралімпийских ігр в Сочі (зворотній бік)

| Срібло |                       |                                                     |            |
| №      | Спортсмени            | Вид спорту (дисципліна)                             | Дата       |
| 1      | Максим Яровий         | Біатлон (чоловіки, 7,5 км, сидячи)                  | 8 березня  |
| 2      | Юлія Батенкова-Бауман | Лижні перегони (жінки, 15 км, стоячи)               | 10 березня |
| 3      | Олександра Кононова   | Біатлон (жінки, 10 км, стоячи)                      | 11 березня |
| 4      | Юлія Батенкова-Бауман | Лижні перегони (жінки, спринт, 1 км, стоячи)        | 12 березня |
| 5      | Анатолій Ковалевський | Біатлон (чоловіки, 15 км, з вадами зору)            | 14 березня |
| 6      | Олена Юрковська       | Лижні перегони (естафета, 4х2,5км, відкрита)        | 15 березня |
| 7      | Віталій Лук'яненко    | Лижні перегони (естафета, 4х2,5км, відкрита)        | 15 березня |
| 8      | Ігор Рептюх           | Лижні перегони (естафета, 4х2,5км, відкрита)        | 15 березня |
| 9      | Юрій Уткін            | Лижні перегони (естафета, 4х2,5км, відкрита)        | 15 березня |
| 10     | Юлія Батенкова-Бауман | Лижні перегони (жінки, 5 км, стоячи)                | 16 березня |
| 11     | Людмила Павленко      | Лижні перегони (жінки, 5 км, сидячи)                | 16 березня |
| 12     | Максим Яровий         | Лижні перегони (чоловіки, 10 км, сидячи)            | 16 березня |
| Бронза |                       |                                                     |            |
| №      | Спортсмени            | Вид спорту (дисципліна)                             | Дата       |
| 1      | Олена Юрковська       | Біатлон (жінки, 6 км, сидячи)                       | 8 березня  |
| 2      | Оксана Шишкова        | Біатлон (жінки, 6 км, з вадами зору)                | 8 березня  |
| 3      | Юлія Батенкова-Бауман | Біатлон (жінки, 6 км, стоячи)                       | 8 березня  |
| 4      | Людмила Павленко      | Біатлон (жінки, 10 км, сидячи)                      | 11 березня |
| 5      | Оксана Шишкова        | Біатлон (жінки, 10 км, з вадами зору)               | 11 березня |
| 6      | Максим Яровий         | Лижні перегони (чоловіки, спринт, 1 км, сидячи)     | 12 березня |
| 7      | Оксана Шишкова        | Лижні перегони (жінки, спринт, 1 км, з вадами зору) | 12 березня |
| 8      | Олена Юрковська       | Біатлон (жінки, 12,5 км, сидячи)                    | 14 березня |
| 9      | Оксана Шишкова        | Біатлон (жінки, 12,5 км, з вадами зору)             | 14 березня |
| 10     | Віталій Лук'яненко    | Біатлон (чоловіки, 15 км, з вадами зору)            | 14 березня |
| 11     | Олександра Кононова   | Лижні перегони (жінки, спринт, 1 км, стоячи)        | 16 березня |

## Результати

### Біатлон

#### Чоловіки
| Змагання | Клас          | Спортсмени                                   | Стрільба | Час     | Місце |
| -------- | ------------- | -------------------------------------------- | -------- | ------- | ----- |
| 7,5км    | Сидячи        | Максим Яровий                                | 0+0      | 21:11,9 | 2     |
| 7,5км    | Сидячи        | Михайло Ткаченко                             | 0+1      | 23:58,3 | 12    |
| 7,5км    | Сидячи        | Олександр Корнійко                           | 1+0      | 24:37,3 | 17    |
| 7,5км    | Стоячи        | Григорій Вовчинський                         | 0+1      | 19:38,4 | 8     |
| 7,5км    | Стоячи        | Ігор Рептюх                                  | 1+0      | 20:12,3 | 11    |
| 7,5км    | Стоячи        | Віталій Ситник                               | 0+1      | 21:27,9 | 15    |
| 7,5км    | Стоячи        | Владислав Майстренко                         | 2+2      | 23:08,8 | 16    |
| 7,5км    | З вадами зору | Віталій Лук'яненко гід — Борис Бабар         | 0+0      | 20:18,8 | 1     |
| 7,5км    | З вадами зору | Юрій Уткін гід — Віталій Казаков             | 0+0      | 21:14,6 | 4     |
| 7,5км    | З вадами зору | Анатолий Ковалевський гід — Олександр Мукшин | 0+0      | 21:21,5 | 6     |
| 7,5км    | З вадами зору | Ярослав Решетинський гід — Дмитро Куртик     | 0+1      | 22:55,2 | 11    |
| 7,5км    | З вадами зору | Шульга Дмитро гід — Артур Гергард            | 1+1      | 24:18,6 | 13    |

#### Жінки
| Змагання | Клас          | Спортсмени                                | Стрільба | Час     | Місце |
| -------- | ------------- | ----------------------------------------- | -------- | ------- | ----- |
| 6 км     | Сидячи        | Олена Юрковська                           | 0+0      | 19:39,6 | 3     |
| 6 км     | Сидячи        | Людмила Павленко                          | 0+2      | 20:17,1 | 7     |
| 6 км     | Стоячи        | Юлія Батенкова                            | 1+0      | 19:17,7 | 3     |
| 6 км     | Стоячи        | Олександра Кононова                       | 2+0      | 19:5,0  | 5     |
| 6 км     | Стоячи        | Людмила Ляшенко                           | 3+0      | 20:17,3 | 7     |
| 6 км     | Стоячи        | Ірина Буй                                 | 1+2      | 22:11,1 | 11    |
| 6 км     | З вадами зору | Оксана Шишкова гід — Лада Нестеренко      | 0+0      | 20:49,0 | 3     |
| 6 км     | З вадами зору | Ольга Прилуцька гід — Володимир Могильний | —        | —       | DNF   |

### Лижні перегони
Чоловіки
| Змагання | Клас   | Спортсмени       | Час     | Місце |
| -------- | ------ | ---------------- | ------- | ----- |
| 15 км    | Сидячи | Максим Яровий    | 42:08,8 | 4     |
| 15 км    | Сидячи | Михайло Ткаченко | 44:58,8 | 10    |

Жінки
| Змагання | Клас   | Спортсмени       | Час     | Місце |
| -------- | ------ | ---------------- | ------- | ----- |
| 12 км    | Сидячи | Людмила Павленко | 38:54,3 | 1     |

## Гірськолижний спорт
Єдиним представником України є сноубордист Іван Ошаров.
На Паралімпіаді в Сочі, коли цей вид вперше включили до програми, Ошаров показав 24-й результат. 
Також вперше у цьому виді спорту у команді був спортсмен із вадами зору.